# Gotthilf Link
Gotthilf Link (* 19. Oktober 1926 in Lauffen am Neckar; † 30. Januar 2009 ebenda) war ein deutscher Landwirt, Weingärtner und Politiker der CDU. Von 1972 bis 1988 war er Mitglied des Landtages von Baden-Württemberg.

## Leben
Link wuchs im landwirtschaftlichen Betrieb seiner Eltern in Lauffen am Neckar auf, in dem er eine Lehre als Weingärtner machte. Mit 17 Jahren wurde er zum Kriegsdienst im Zweiten Weltkrieg eingezogen. Eine Verletzung im Februar 1945 rettete ihm möglicherweise das Leben, da der Großteil seiner Einheit an der Oder fiel.
Nach dem Krieg kehrte er nach Lauffen zurück und arbeitete im elterlichen landwirtschaftlichen Mischbetrieb mit Ackerbau, Viehzucht und Weinbau. 1955 wurde er Weinbaumeister und konzentrierte sich später voll auf den Weinbau. Von 1960 bis 1966 war er Aufsichtsratsmitglied, von 1966 bis 1993 Vorstandsvorsitzender der Lauffener Weingärtnergenossenschaft, von 1967 bis 1993 auch Mitglied des Aufsichtsrates der WZG in Möglingen. In seine Amtszeit als Präsident des Weinbauverbandes Württemberg von 1973 bis 1991 fielen die großen Rebflurbereinigungen im Weinbaugebiet Württemberg, der Beginn der von ihm initiierten staatlichen Bezuschussung des aufwendigen Steillagenweinbaus (Steillagenprogramm) und die Neubauten der Weinbauschule in Weinsberg, für die er sich einsetzte. 1980 bis 1992 war Link auch Vizepräsident des Deutschen Weinbauverbandes.
Ehrenamtliche Tätigkeiten im Deutschen Roten Kreuz und im örtlichen Kirchengemeinderat führten zu einer erfolgreichen Kandidatur für den Lauffener Gemeinderat, dem er von 1959 bis 1994 angehörte, zunächst für die örtliche Bürgervereinigung, dann für die CDU. Zwei Jahrzehnte war er auch stellvertretender Bürgermeister Lauffens, von 1964 bis 1979 zudem Mitglied des Kreistags des Landkreises Heilbronn. Nach zwei erfolglosen Kandidaturen 1964 und 1968 gewann er 1972 den Landtagswahlkreis Heilbronn-Land II (seit 1976 Wahlkreis Eppingen) für die CDU und wurde bei den Wahlen bis einschließlich 1984 wiedergewählt. Bei der Landtagswahl 1988 trat er nicht mehr an. Im Landtag war er Leiter u. a. des Wirtschafts- und des Umweltausschusses. Anfang der 1970er-Jahre setzte er sich für den Bau des Kernkraftwerks Neckarwestheim in Lauffens Nachbargemeinde Neckarwestheim ein.
Gotthilf Link war seit 1949 verheiratet und hinterlässt vier Kinder. Seine Frau Gertrud starb wenige Tage vor ihm.

## Ehrungen und Auszeichnungen
Gotthilf Link wurde dreimal mit dem Bundesverdienstkreuz ausgezeichnet: 1978 mit dem Verdienstkreuz am Bande der Bundesrepublik Deutschland, zuletzt 1988 mit dem Großen Verdienstkreuz, und erhielt 1987 die Verdienstmedaille des Landes Baden-Württemberg. Er war Ehrenvorstand der Lauffener Weingärtnergenossenschaft (seit 1993), Ehrenmitglied des Deutschen Weinbauverbandes (seit 1992) und Ehrenpräsident des Weinbauverbandes Württemberg (seit 1991). Der Deutsche Genossenschafts- und Raiffeisenverband verlieh ihm 1993 seine Goldene Ehrennadel. Seine Heimatstadt Lauffen am Neckar verlieh ihm 1994 als erstem und bis 2012 einzigem Bürger die Ehrenbürgerwürde.